# Athesmia jolliei
Athesmia jolliei är en plattmaskart. Athesmia jolliei ingår i släktet Athesmia och familjen Dicrocoeliidae. Inga underarter finns listade i Catalogue of Life.